# American Sociological Association
L'American Sociological Association (ASA), fondata nel 1905 col nome di American Sociological Society, è un'organizzazione senza scopo di lucro dedicata al progresso della sociologia e dell'attività professionale dei sociologi. La maggior parte dei suoi membri è composta da accademici, oltre ad un 20% occupato all'interno di organizzazioni governative, con finalità lucrative ovvero senza scopo di lucro.
L'ASA ha la missione statutaria di far progredire la sociologia come una disciplina scientifica e come una professione al servizio del bene comune. Essa organizza annualmente un convegno accademico, chiamato American Sociological Association Annual Meeting, e cura la pubblicazione di varie riviste, quali: la più nota American Sociological Review, il trimestrale Contexts rivolto ad un pubblico anche non specialistico, la rivista Socius: Sociological Research for a Dynamic World, fondata negli anni 2000 con una modalità di pubblicazione Open Access.
Il 103º convegno annuale del 2008 a Boston vide la partecipazione di 4.858 iscritti. Al 2018, l'ASA contava 11.505 membri fra studenti e docenti universitari, professioni e attività pratiche correlate alla sociologia. Si tratta dell'associazione più numerosa al mondo nell'ambito delle scienze sociali, più grande dell'International Sociological Association.

## Storia

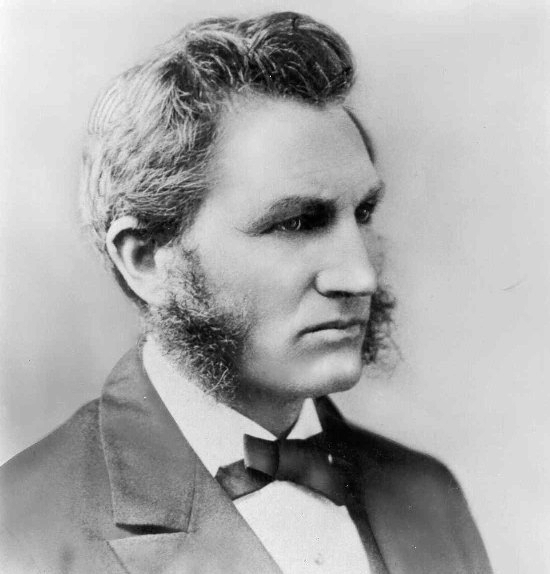
Lester Frank Ward

L'ASA fu fondata a dicembre del 1905 da un gruppo di 50 soci riunitisi alla Johns Hopkins University. Lester Frank Ward fu il primo presidente.
Negli anni '70 fu pubblicata la prima versione del codice etico dell'associazione, continuamente riveduta fino al testo del 1997, che si propose l'obbiettivo di rendere le norme più educative, di facile attuazione e utili ai sociologi nella comprensione dei problemi etici.

### Controversie
Nel 1993, lo studente di dottorato Rik Scarce fu condannato a cinque mesi di prigione per aver osservato il codice etico dell'ASA, nella preparazione di una dissertazione di dottorato che verteva sul tema dell'ecologismo radicale. A seguito di un'indagine dell'FBI in merito a presunti atti vandalici da parte dell'Animal Liberation Front, i pubblici ministeri federali affermarono in tribunale che Scarce avrebbe avuto colloqui con persone coinvolte nell'incidente. Scarse rifiutò di rispondere a tre dozzine di domande dei pubblici ministeri, avvalendosi del Primo emendamento e del codice etico ASA. Fu quindi condannato a 159 giorni di prigione per oltraggio alla corte, in assenza di un capo d'accusa specifico e circostanziato, senza la lettura dei suoi diritti, un arresto formale o un processo.
Nel 2012, una corte federale distrettuale ingiunse al Boston College di riconsiderare il materiale di un progetto di storia orale relativo alla violenza nell'Irlanda del Nord. Nel 2012, l'istituto scolastico ricorse in appello, assistito dall'ASA in merito alla citazione per aver impiegato dati confidenziali nell'ambito di un progetto di ricerca. L'ASA sostenne che un simile caso avrebbe creato un precedente dannoso e potenzialmente distruttivo per qualsiasi altra futura ricerca che fosse stata condotta su temi controversi nel campo delle scienze sociali. L'associazione auspicò un pronunciamento della corte a favore della riservatezza della ricerca.

## Pubblicazioni
L'associazione pubblica le seguenti riviste accademiche:
American Sociological Review
- The American Sociologist (1965—1982);
- City and Community;
- Contemporary Sociology;
- Contexts;
- Journal of Health and Social Behavior;
- Journal of World-Systems Research;
- Social Psychology Quarterly;
- Society and Mental Health;
- Sociological Methodology;
- Sociological Theory;
- Sociology of Education;
- Teaching Sociology;
- Sociology of Race and Ethnicity.

A partire dal 1979, pubblica anche Footnotes, una newsletter inviata ai soci cinque volte all'anno.
L'associazione ha un proprio manuale di stile per i paper di ricerca universitari, che indica agli autori le regole per la disposizione e la punteggiatura delle bibliografie e delle note a piè di pagina. Il manuale è valido per le pubblicazioni curate dall'associazione, ma è anche uno standard editoriale ampiamente adottato altrove per le pubblicazioni in ambito sociologico.

## Struttura

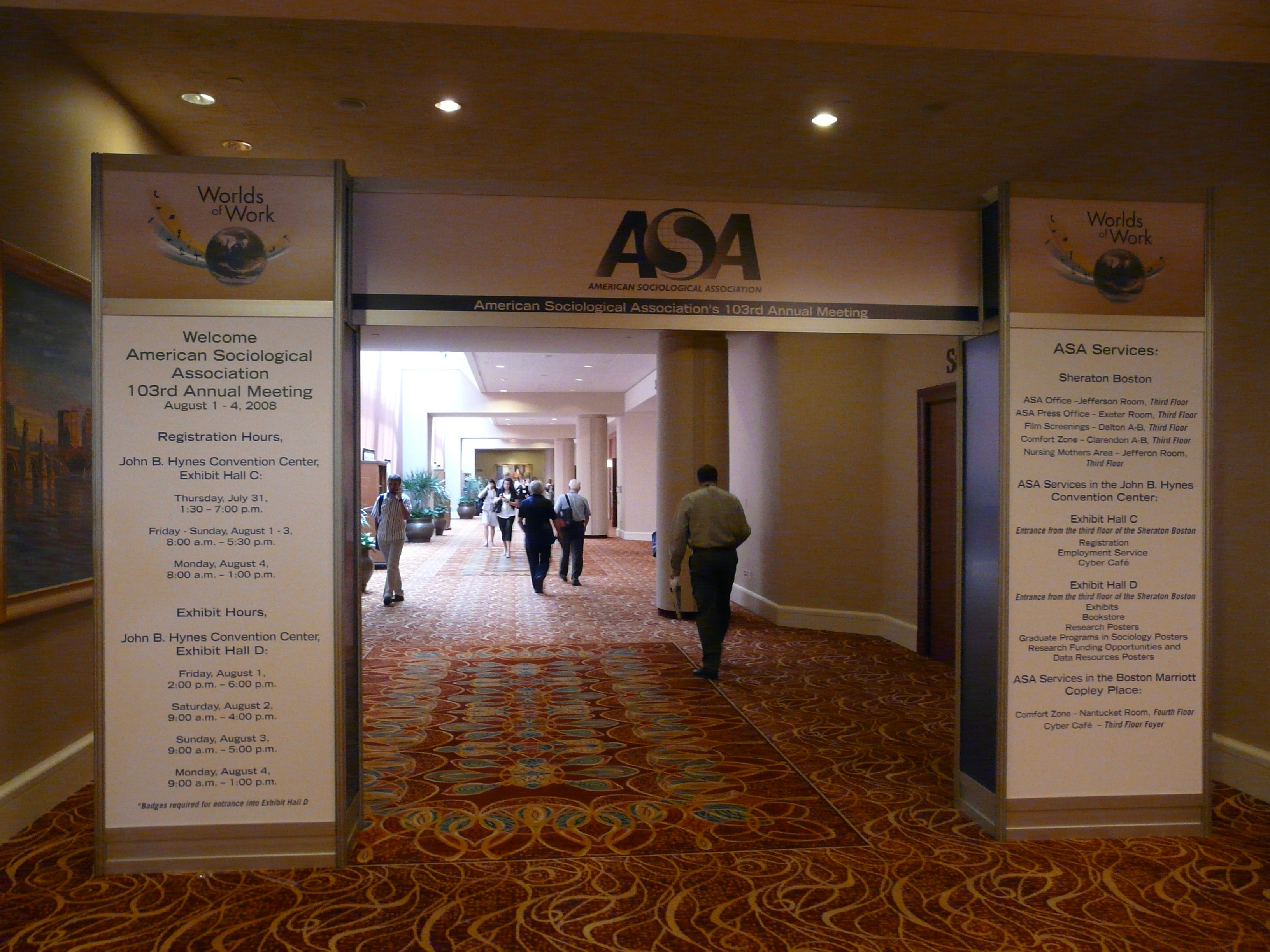
Ingresso del convegno dell'ASA, svoltosi a Boston nel 2008

L'associazione ha le seguenti cariche organizzative: 
- Presidente;
- Presidente Eletto;
- Vicepresidente;
- Vice-Presidente Eletto;
- Segretario;
- Membri del Consiglio.

I membri dell'associazione appaetengono anche a sezioni dedicate a specifici campi, come la psicologia sociale oppure la sociologia medica. Ogni sezione tematica ha propri funzionari e comitati, che organizzano sessioni di lavoro durante il convegno annuale, premiando le ricerche più significative dei loro membri.

Alcune sezioni, inoltre, curano la redazione di una propria rivista come il Society and Mental Health a cura della Sezione di Sociologia della Salute Mentale, oppure Sociology of Race & Ethnicity a cura della Sezione per le Minoranze Etniche e Razziali.

## Iscrizione
Esistono cinque diversi tipologie di iscrizione ed appartenenza: 
- Iscrizione regolare;
- Membri studenti;
- Membri associati;
- Membri associati internazionali;
- Membri emeriti.

I membri ASA possono anche aderire a sezioni di speciale interesse, pagando una quota aggiuntiva.

### Presidenti
Di seguito viene riportato l'elenco completo dei presidenti dell'American Sociological Association:
1. Lester F. Ward 1906-1907
2. William Graham Sumner 1908-1909
3. Franklin Henry Giddings 1910-1911
4. Albion Woodbury Small 1912-1913
5. Edward A. Ross 1914-1915
6. George E. Vincent 1916
7. George E. Howard 1917
8. Charles Cooley 1918
9. Frank W. Blackmar 1919
10. James Q. Dealey 1920
11. Edward C. Hayes 1921
12. James P. Lichtenberger 1922
13. Ulysses G. Weatherly 1923
14. Charles A. Ellwood 1924
15. Robert Ezra Park 1925
16. John L. Gillin 1926
17. W. I. Thomas 1927
18. John M. Gillette 1928
19. William F. Ogburn 1929
20. Howard W. Odum 1930
21. Emory S. Bogardus 1931
22. Luther L. Bernard 1932
23. Edward B. Reuter 1933
24. Ernest W. Burgess 1934
25. F. Stuart Chapin 1935
26. Henry P. Fairchild 1936
27. Ellsworth Faris 1937
28. Frank H. Hankins 1938
29. Edwin Sutherland 1939
30. Robert M. MacIver 1940
31. Stuart A. Queen 1941
32. Dwight Sanderson 1942
33. George A. Lundberg 1943
34. Rupert B. Vance 1944
35. Kimball Young 1945
36. Carl C. Taylor 1946
37. Louis Wirth 1947
38. E. Franklin Frazier 1948
39. Talcott Parsons 1949
40. Leonard S. Cottrell Jr. 1950
41. Robert C. Angell 1951
42. Dorothy Swaine Thomas 1952
43. Samuel A. Stouffer 1953
44. Florian Znaniecki 1954
45. Donald Young 1955
46. Herbert Blumer 1956
47. Robert K. Merton 1957
48. Robin M. Williams Jr. 1958
49. Kingsley Davis 1959
50. Howard P. Becker 1960 (died in office)
51. Robert E. L. Faris 1961
52. Paul Lazarsfeld 1962
53. Everett C. Hughes 1963
54. George C. Homans 1964
55. Pitirim A. Sorokin 1965
56. Wilbert E. Moore 1966
57. Charles P. Loomis 1967
58. Philip M. Hauser 1968
59. Arnold Marshall Rose 1969 (died in office)
60. Ralph Turner 1969
61. Reinhard Bendix 1970
62. William H. Sewell 1971
63. William J. Goode 1972
64. Mirra Komarovsky 1973
65. Peter M. Blau 1974
66. Lewis A. Coser 1975
67. Alfred McClung Lee 1976
68. John Milton Yinger 1977
69. Amos H. Hawley 1978
70. Hubert M. Blalock Jr. 1979
71. Peter H. Rossi 1980
72. William Foote Whyte 1981
73. Erving Goffman 1982
74. Alice S. Rossi 1983
75. James F. Short Jr. 1984
76. Kai T. Erikson 1985
77. Matilda White Riley 1986
78. Melvin L. Kohn 1987
79. Herbert J. Gans 1988
80. Joan Huber 1989
81. William Julius Wilson 1990
82. Stanley Lieberson 1991
83. James S. Coleman 1992
84. Seymour Martin Lipset 1993
85. William A. Gamson 1994
86. Amitai Etzioni 1995
87. Maureen T. Hallinan 1996
88. Neil Smelser 1997
89. Jill Quadagno 1998
90. Alejandro Portes 1999
91. Joe R. Feagin 2000
92. Douglas S. Massey 2001
93. Barbara F. Reskin 2002
94. William T. Bielby 2003
95. Michael Burawoy 2004
96. Troy Duster 2005
97. Cynthia Fuchs Epstein 2006
98. Frances Fox Piven 2007
99. Arne L. Kalleberg 2008
100. Patricia Hill Collins 2009
101. Evelyn Nakano Glenn 2010
102. Randall Collins 2011
103. Erik Olin Wright 2012
104. Cecilia L. Ridgeway 2013
105. Annette Lareau 2014
106. Paula England 2015
107. Ruth Milkman 2016
108. Michèle Lamont 2017
109. Eduardo Bonilla-Silva 2018
110. Mary Romero 2019
111. Christine Willams 2020
112. Aldon Morris 2021

## Meeting
Il meeting annuale ha luogo nel mese di agosto. Fornisce punti vendita in rete per quasi 3.000 paper di ricerca e 4.600 relatori. Il convegno annuale si sviluppa in quattro giornate che coprono 600 sessioni programmatiche.
Durante ilcongeno si incontrano tutti i comitati e gruppi di lavoro dell'associazione. Il consiglio direttivo e i Comitati Costitutivi si riuniscono anche una volta durante i mesi invernali, a Washington.

## Iniziativa con Wikipedia
Nell'autunno del 2011, l'ASA lanciò l'iniziativa dal nome Sociology in Wikipedia e l'allora presidente Erik Olin Wright chiese ai membri di contribuire al miglioramento delle voci di Wikipedia ad argomento sociologico. Chiese a professori e studenti un maggior coinvolgimento nell'enciclopedia, contribundo alla creazione o modifica dei testi direttamente nelle loro classi o nell'ambito di compiti e progetti didattici.
L'ASA sviluppò il portale di sociologia di Wikipedia, in collaborazione con la Wikimedia Foundation e con un gruppo di ricercatori del Carnegie Mellon University, nel quale sono state condivisi tutorial riguardo alle modalità di contribuzione, discussioni video di norme e procedure, liste di voci e aree tematiche che necessitano di miglioramenti. Il portale fornisce istruzioni ai docenti per i loro corsi accademici. 
Il fine generale dell'iniziativa è quello di coinvolgere i sociologi nell'attività di stesura e modifica dei contenuti su Wikipedia, per garantire che le voci nell'ambito delle scienze sociali siano corrette, aggiornate, complete, accurate e scritte in modo appropriato.